# Paper Mario (computerspelserie)
Paper Mario is een serie van rollenspellen die op de Nintendo 64, Nintendo GameCube, Wii, Nintendo 3DS, Wii U en Nintendo Switch verschenen.

## Spellen in de serie
| Jaar | Titel                                        | Platform        |
| ---- | -------------------------------------------- | --------------- |
| 2001 | Paper Mario                                  | Nintendo 64     |
| 2004 | Paper Mario: The Thousand-Year Door          | GameCube        |
| 2007 | Super Paper Mario                            | Wii             |
| 2012 | Paper Mario: Sticker Star                    | 3DS             |
| 2016 | Paper Mario: Color Splash                    | Wii U           |
| 2020 | Paper Mario: The Origami King                | Nintendo Switch |
| 2024 | Paper Mario: The Thousand-Year Door (remake) | Nintendo Switch |

## Beschrijving van de spellen
Paper MarioHet eerste spel in de serie is een RPG voor de Nintendo 64 en kwam in Japan uit op 11 augustus 2000, in Noord-Amerika op 5 februari 2001 en in Europa op 5 oktober 2001. Het spel werd ontwikkeld door Intelligent Systems en uitgebracht door Nintendo. Paper Mario was de laatste belangrijke Mario-titel gemaakt voor de Nintendo 64; het was tevens een van de weinige rollenspellen voor die console.
Paper Mario: The Thousand-Year DoorThe Thousand-Year Door is een RPG voor de Nintendo GameCube. Het spel is ontwikkeld door Intelligent Systems en uitgegeven door Nintendo. Paper Mario: The Thousand-Year Door werd op 12 november 2004 uitgebracht in Europa. Op 23 mei 2024 kwam er een remake van het spel uit voor de Nintendo Switch.
Super Paper MarioHet derde deel kwam in 2007 uit voor de Wii. De levels uit Super Paper Mario zijn ongeveer hetzelfde als dat vanuit de Super Mario Bros.-spellen, alleen kunnen de levels nu ook in 3D bekeken worden.
Paper Mario: Sticker StarHet vierde deel werd gepresenteerd tijdens de E3-persconferentie van Nintendo op 15 juni 2010. Dit spel maakt gebruik van stickers die als power-up dienen.
Paper Mario: Color SplashIn het vijfde deel wordt gemaakt van kleuren als power-ups. Het computerspel kwam uit op 7 oktober 2016 voor de Wii U. Het verhaal volgt Mario op zijn missie om de Grote Verfsterren terug te vinden, en Princess Peach te redden uit handen van Bowser.
Paper Mario: The Origami KingHet zesde spel in de reeks werd uitgebracht op 17 juli 2020 voor de Switch. In dit spel moeten Mario en zijn vrienden op avontuur om de kwaadaardige koning Olly te stoppen, die prinses Peach in origami heeft veranderd.